# カラーウーン
カラーウーン（アラビア語: الملك المنصور سيف الدين قلاوون الصالحي الألفي　転写：al-Malik al-Manṣūr Sayf ad-Dīn Qalāwūn al-Ṣāliḥī al-Alfī, 1220年頃 - 1290年11月10日）は、エジプトのマムルーク朝（バフリー・マムルーク朝）の第8代スルターン（在位：1279年 - 1290年）。即位名により略してマンスール・カラーウーン（الملك المنصور قلاوون,al-Malik al-Manṣūr Qalāwūn）とも呼ばれる。
カラーウーンより前のマムルーク朝ではマムルーク（軍人奴隷）出身の有力者がスルターンに就くことが多かったが、カラーウーン以降は原則的に彼の子孫がマムルーク朝のスルターン位に就くことになる。マムルーク朝の歴代スルターンの中で4代後の子孫までスルターン位を世襲したのはカラーウーンのみであり、バフリー・マムルーク朝最後のスルターン・サーリフ・ハーッジーはカラーウーンの曾孫にあたる。
カラーウーンは美しい容姿の屈強な体格の持ち主で、アラビア語を話すことは少なかったと伝えられている。

## 生涯

### 若年期
カラーウーンは現在のウクライナからカザフスタンにかけての草原地帯で活動した遊牧民族キプチャクのブルジ・オグルゥ部族の出身である。幼時に奴隷としてエジプトで売られ、マムルークの将校に買い取られる。この時に破格の高値である1,000（アルフ）ディナールで購入されたため、「アル＝アルフィー（al-Alfi）」の渾名で呼ばれた。
アイユーブ朝のスルターン・サーリフにより、カラーウーンはバフリーヤ軍団（サーリフが所有するマムルーク）に編入される。
サーリフの死後、カラーウーンはバイバルス、アイバク、アクターイら同僚のマムルークと共に、アイユーブ朝のスルターン・トゥーラーン・シャーの暗殺計画に加わった。マムルーク朝の建国後にバフリーヤ軍団の有力者であるアクターイがアイバクによって殺害されると、カラーウーンはバイバルスと共にシリアのアイユーブ朝の分家の元に亡命した。

### 即位まで
バイバルスがマムルーク朝のスルターンに即位した後、カラーウーンは彼に忠実に仕えたが、治世の末期には冷遇されるようになる。
1266年にカラーウーンは小アジアのキリキア・アルメニア王国への攻撃を指揮し、アダナ、アヤース、マッスィーサなどのキリキアの都市を破壊した。
バイバルスは息子のバラカへのスルターン位の継承を望んでいたが、配下の将軍たちがバラカに心から忠誠を誓っていないことを知っており、1275年にバラカとカラーウーンの娘の婚約を取り決めた。
バラカの即位後、バイバルス時代の功臣が国政から遠ざけられたため、1279年7月にカラーウーンらの将軍はバラカを廃位する。バラカがスルターンの位を廃された後にカラーウーンが新たなスルターンに推されたが、軍内に一大勢力を有するザーリヒーヤ軍団（バイバルス配下のマムルーク）に対処するため、カラーウーンはバイバルスのもう1人の子であるサラーミシュをスルターンに擁立した。
カラーウーンはサラーミシュの摂政として政務と軍事を統括し、礼拝のフトバにはサラーミシュの名の次にカラーウーンの名が入れられた。カラーウーン配下のマムルークや彼の支持者が政府の要職に配置され、カラーウーンの政敵は追放され、あるいは彼の派閥に引き入れられた。
同年11月27日に同僚であるバフリーヤ軍団によって、カラーウーンはマムルーク朝のスルターンに選出される。即位時点で、既にカラーウーンは50代の半ばを超えていた。即位後はザーリヒーヤ軍団に代え、チェルケス系のマムルークを起用した。彼らはカイロ市内のムカッタム城砦中の塔に居住したことから、ブルジー（塔）・マムルークと呼ばれた。カラーウーンがチェルケス人を起用した理由については、彼らが奴隷市場に安価で多く供給されていた点、彼らが屈強な体格と勇敢な気質を備えていた点が挙げられている。カラーウーンの治世の末期に、ブルジー・マムルークの数は3,700人に達していた。

### モンゴルとの戦争
カラーウーンの即位直後にダマスカスの知事シャムスッディーン・ソンコル（「赤毛の」ソンコル）がカラーウーンに反乱を起こす。ソンコルの反乱には廃位されたサラーミシュ、一部のバイバルス配下も加わっていた。カラーウーンはソンコルの反乱を鎮圧したものの、ソンコルはモンゴル系国家のイルハン朝のアバカ・ハンに援助を求め、マムルーク朝内部の分裂を好機と考えたアバカは、1280年10月にシリアに侵入し、アレッポを破壊した。
1281年5月、カラーウーンは領地の付与を条件にソンコルと講和する。カラーウーンはソンコルと講和した後にモンゴル軍のシリアへの進軍を知り、ソンコルの党派を加えたマムルーク軍団、ハマーのアイユーブ朝の王族などを加えて迎撃に向かった。アバカ率いる本隊、アバカの弟モンケ・ティムールの部隊、キリキア・アルメニア軍で構成されるモンゴル軍は進軍を続け、1281年10月31日に両軍はハマー・ホムス（ヒムス）間の平原で対峙した（第二次ホムスの戦い）。マムルーク軍は戦闘で勝利を収めるが、多くの将校と輜重を失った。戦勝後の追撃中、ソンコルがモンゴルと内通の約束を交わした書簡がカラーウーンの元に届けられたが、カラーウーンは書簡を水に入れて字を消し、書簡が誰の目にも触れないようにした。
勝利したカラーウーンはダマスカスを経てエジプトに帰還し、カイロに凱旋した。
アバカの死後にイルハン朝のハンに即位したアフマド・テグデルはイスラームに改宗したモンゴル人であり、マムルーク朝に同盟を申し出た。カラーウーンは戸惑いながらも、同盟の要請を受諾した。1284年にアフマド・テグデルは廃位され、非イスラム教徒であるアルグンがイルハン朝のハンとなったが、アルグン在位中にマムルーク朝の軍がイルハン朝の領土に侵入した回数は1度だけだった。
ホムスの戦いの後、カラーウーンは中東の十字軍国家との戦争に専念する。

### キリスト教勢力との戦い

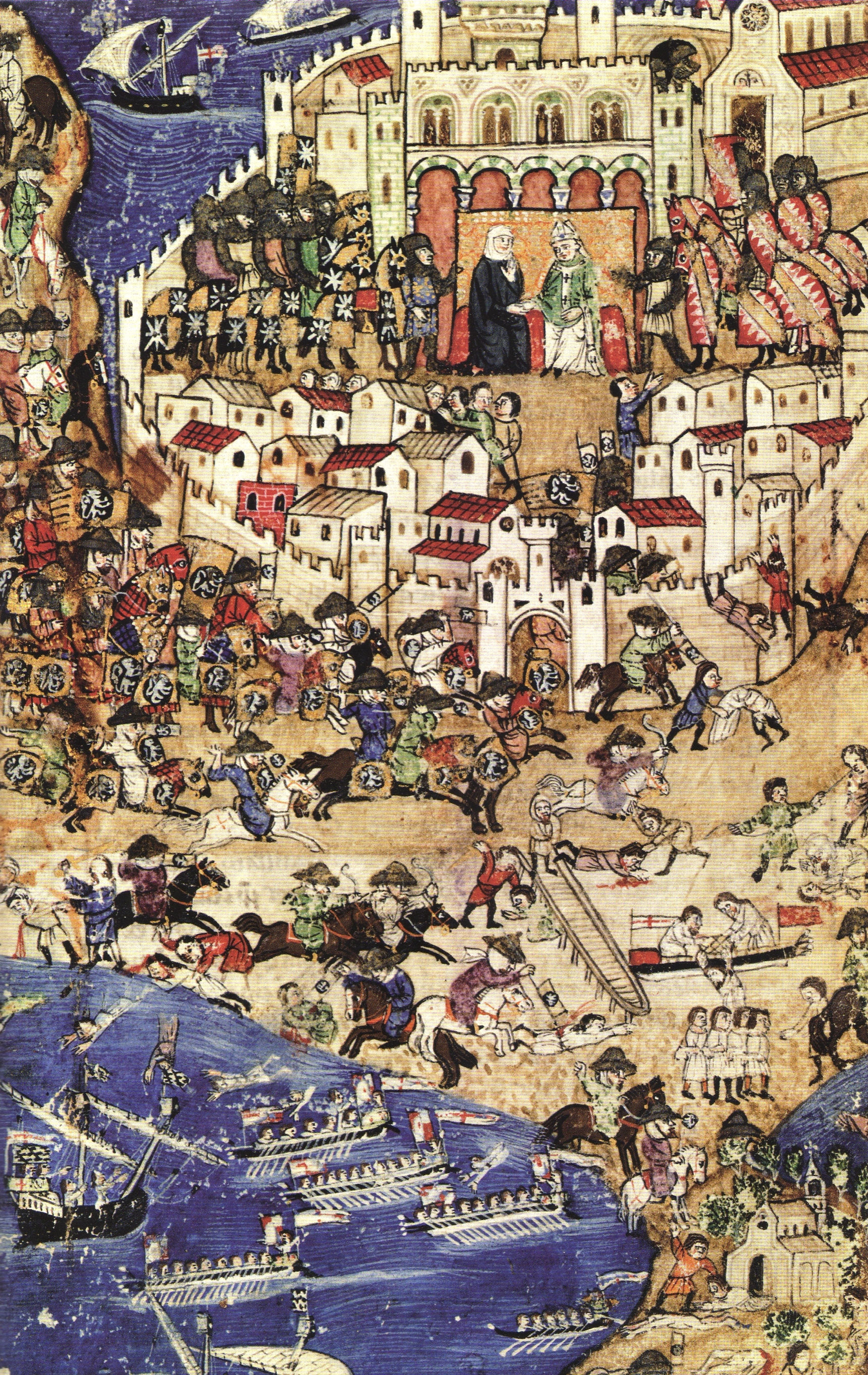
トリポリの包囲

西欧諸国から聖地奪還の熱気が冷めていく中、1282年にカラーウーンはエルサレム王国、聖ヨハネ騎士団、テンプル騎士団、ドイツ騎士団と協議し、シドンからカイサリアに至る沿岸地帯の分割と休戦協定の延長を決定した。さらに1285年にティルスの女領主とも休戦協定を結んだ。西欧諸国から十字軍勢力への支援を不安視したカラーウーンはシチリア王国、ジェノヴァ共和国と同盟を結んだ。
休戦協定の延長後、カラーウーンは中東に残る十字軍勢力の都市の中で協定の対象から除外されていた都市に攻撃を加えた。マムルーク朝は1285年に聖ヨハネ騎士団が領有するマルカブを占領した後、1287年4月末に交易港ラタキア（ラオディセ）を攻撃した。
さらにイスラム商人が危害を加えられたことを名分として、1289年3月17日にカラーウーンはトリポリの包囲を開始する。マムルーク軍は木製の櫓とカタパルトを投入し、地下にトンネルを掘り、城砦を攻撃した。同年4月26日にマムルーク軍はトリポリを攻略、住民を拉致・殺害し、町を破壊した。戦闘に従軍したハマーのアイユーブ朝の王族アブ・アル＝フィダは、積み重なった死体の腐敗臭に辟易したことを書き残した。
トリポリ攻略後、カラーウーンはアッコンの十字軍勢力の要請に応じて和約を結び、休戦協定を延長した。しかし、イスラム教徒との間に共存関係が成立していたと考えていた中東のキリスト教勢力は、カラーウーンの徹底的な攻撃に衝撃を受けた。

### 晩年
スーダンに存在した南のマクリア王国とアブワーブ王国の間に紛争が起こり、1287年に両国はマムルーク朝に調停を求めた。マクリアに派遣した監察官はマクリアのシマムーン王に非があると報告し、またアブワーブに派遣した監察官は帰路でシマムーンに危害を加えられた。カラーウーンはマクリアに討伐隊を派遣し、シマムーンを追放して新たな王を擁立した。しかし、マムルーク朝が擁立した新王たちはシマムーンによって廃位され、マムルーク軍は逃走したシマムーンを捕らえることができなかった。最終的にシマムーンは1290年にマムルーク朝に臣従を申し出、アッコン遠征の準備に忙殺されていたカラーウーンは申出を受諾した。
1290年夏、ローマ教皇ニコラウス4世の呼びかけに応じて、イタリアから数千人の義勇軍がアッコンに上陸する。イタリアの義勇兵はシリアのイスラム教徒だけでなく現地のキリスト教徒も殺害し、彼らの蛮行に激怒したカラーウーンはアッコンの攻撃を宣言した。1290年11月10日、アッコン攻撃の準備中にカラーウーンは陣没する。病死、あるいは窒息殺害が死因として考えられている。
即位直後の1280年10月にカラーウーンは長子のサーリフを後継者に指名していたが、サーリフはカラーウーンの死の直前に急死していた。サーリフの弟であるハリールを新たな後継者とする手続きがされようとしていたが、カラーウーンはハリールの粗暴な性格を敬遠し、彼がサーリフを毒殺したと疑っていたため、後継者への指名を拒否していた。カラーウーンが没した時も未だに後継者は決定されていなかったが、最終的にハリールがスルターンに即位した。
カラーウーンが達成できなかった十字軍国家の制圧はハリールの治世に達成される。

## 政策
国家機密やスルターンの意思を表す文書を司る文書庁はこれまで大臣の管轄下に置かれていたが、カラーウーンは独立した政庁として改編した。
カラーウーンの治世の末期には、キリスト教徒は政府の要職から排除された。

### 建設、開発

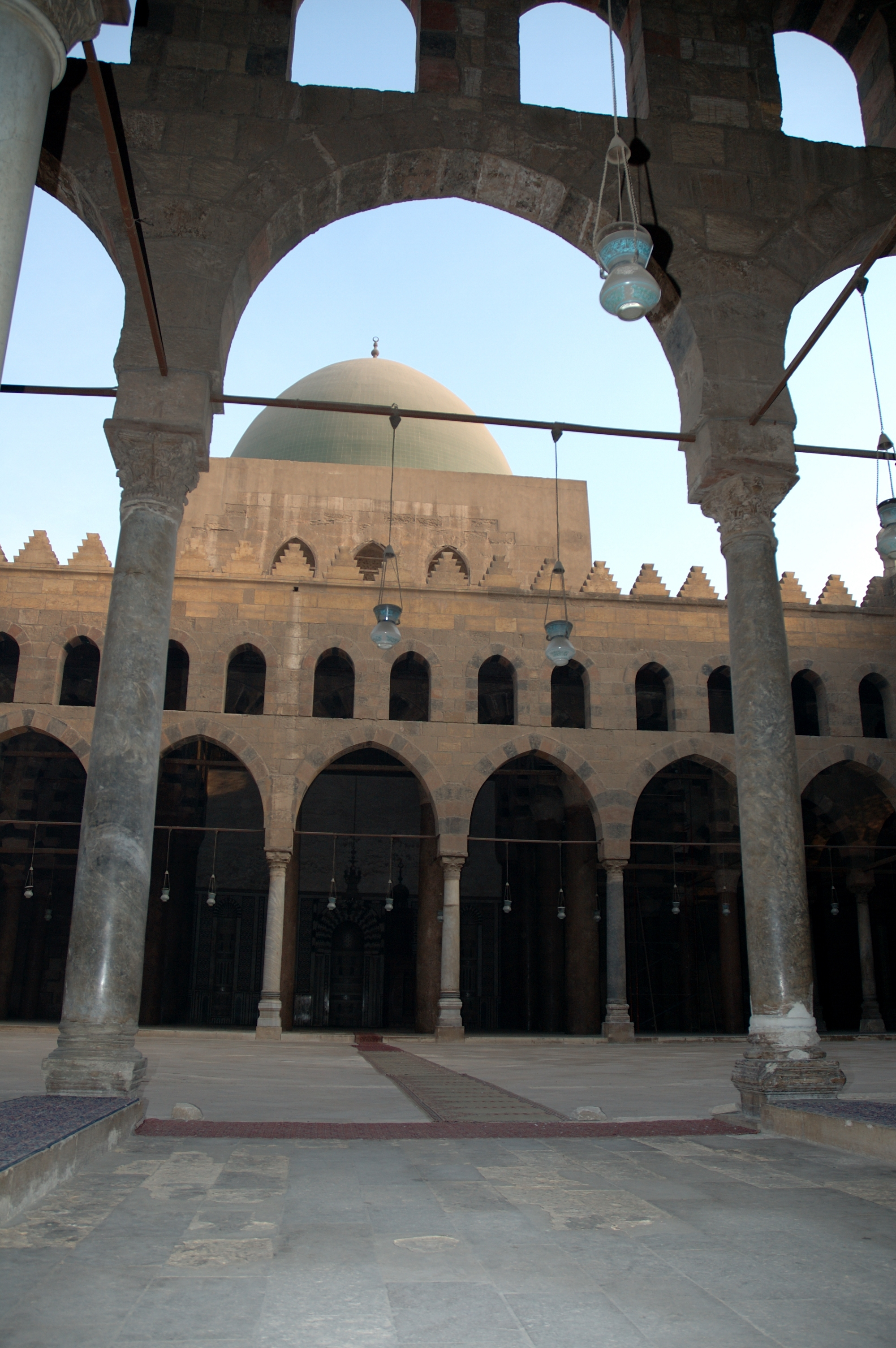
息子のナースィル・ムハンマドの治世に建立されたカラーウーン・モスク

カラーウーンの治世には、多くの建築事業が実施された。
カイロ市内に総合病院、マドラサ（神学校）などから成る巨大な複合施設群を建設し、その中心部にはエルサレムの岩のドームを模した墓廟が存在していた。施設群の中心である総合病院（アル＝マーリスターン・アル＝マンスーリ）は、カラーウーンが建設した施設の中でもっとも有名なものに挙げられている。病院には隔離病棟、実験室、薬局、浴室、調理場、貯蔵室が設けられ、年に数100万ディルハムの収入を得られるワクフ（寄進財産）を有していた。病院が建設された経緯については、カラーウーンが疝痛でダマスカスのヌーリ病院に入院した時に暗示を受け、回復後にカイロにも同様の総合病院を設置することを誓約した伝承が残されている。病院は身分に関係なく利用することができ、入院患者以外に外来の患者も治療していた。このような経緯でカラーウーンは病を回復させる人物だと信仰されるようになり、病人たちは彼の墓廟に保存されている衣服を触って回復を祈願した。
1283年には、エジプトのかつての穀倉地帯であるブハイラ地方の再開発が行われた。国内のアミールとその配下の騎士たちに仕事と報酬・食料が割り振られ、10日間の工事でタイリーヤ運河が完成した。
また、カラーウーンの治世にアレッポ、バールベック、ダマスカスの城郭が修復された。

### 対外貿易
カラーウーンはインド洋と地中海を通しての海洋交易を推進し、マムルーク朝の経済基盤を形作ったと評価される。
ヒジュラ暦680年（1281年/82年）に、カラーウーンはパレスチナ、シリア沿岸、キリキア、アナトリアの諸都市と和平通商協定を締結した。
1283年にセイロン島から交易を求める使節が来航し、カラーウーンは使節を厚遇し、帰国に際して返礼の使者を同行させた。1288年5月、インド、シンド、イエメンのラスール朝、中国に宛てて、エジプトにおける商業の安全を保障する詔書を発布した。同時にヨーロッパ世界との交易を推進するため、イタリア・イベリア半島に存在する王国と都市国家と通商協定を結び、中でもヴェネツィア共和国はエジプトとの交易に強い意欲を示した。
交易の促進と並行して、隊商の安全を確保するために交易路の治安を強化した。交易路において略奪を恒常的に行うベドウィンを厳しく処罰し、時には懐柔した。また、港の役人には来航した商人に誠実に対応し、賄賂を要求しないよう命じた。

## 家族
- サーリフ - 長子
- アシュラフ・ハリール - 子
- ナースィル・ムハンマド - 子
- 娘 - 第6代スルターン・サイード・バラカの妻